# 758

## Události
Císař Junnin nahradil císaře Kōkena na japonském trůně.[zdroj?]

#### Probíhající události
- 755–763: Povstání An Lu-šana

## Hlava státu
- Papež – Pavel I. (757–767)
- Byzantská říše – Konstantin V. Kopronymos (741–775)
- Franská říše – Pipin III. Krátký (751–768)
- Anglie
  - Wessex – Cynewulf z Wessexu
  - Essex – Svvithred » Sigeric
  - Mercie – Offa (757–796)
- První bulharská říše – Vinech